# Stortjärnen (Hammerdals socken, Jämtland, 707030-149141)
Stortjärnen är en sjö i Strömsunds kommun i Jämtland och ingår i Ångermanälvens huvudavrinningsområde. Sjön har en area på 0,265 kvadratkilometer och ligger 289 meter över havet.

## Delavrinningsområde
Stortjärnen ingår i det delavrinningsområde (707038-149199) som SMHI kallar för Mynnar i Låsjön. Medelhöjden är 301 meter över havet och ytan är 5,03 kvadratkilometer. Det finns ett avrinningsområde uppströms, och räknas det in blir den ackumulerade arean 7,84 kvadratkilometer. Vattendraget som avvattnar avrinningsområdet har biflödesordning 4, vilket innebär att vattnet flödar genom totalt 4 vattendrag innan det når havet efter 202 kilometer. Avrinningsområdet består mestadels av skog (67 procent) och sankmarker (12 procent). Avrinningsområdet har 0,27 kvadratkilometer vattenytor vilket ger det en sjöprocent på 5,3 procent.